# التهاب الجلد الناجم عن البلاكوود الإفريقي
التهاب الجلد الناجم عن البلاكوود الأفريقي (بالإنجليزية: African blackwood dermatitis)‏ هو حالة مَرضية تتميز بحدوث التهاب الجلد التماسي التحسُسي نتيجةً لاستعمال إحدى الآلات الموسيقية المُصنوعة من أحد أنواع الخَشب الخاصة.